# Orleans (groupe)

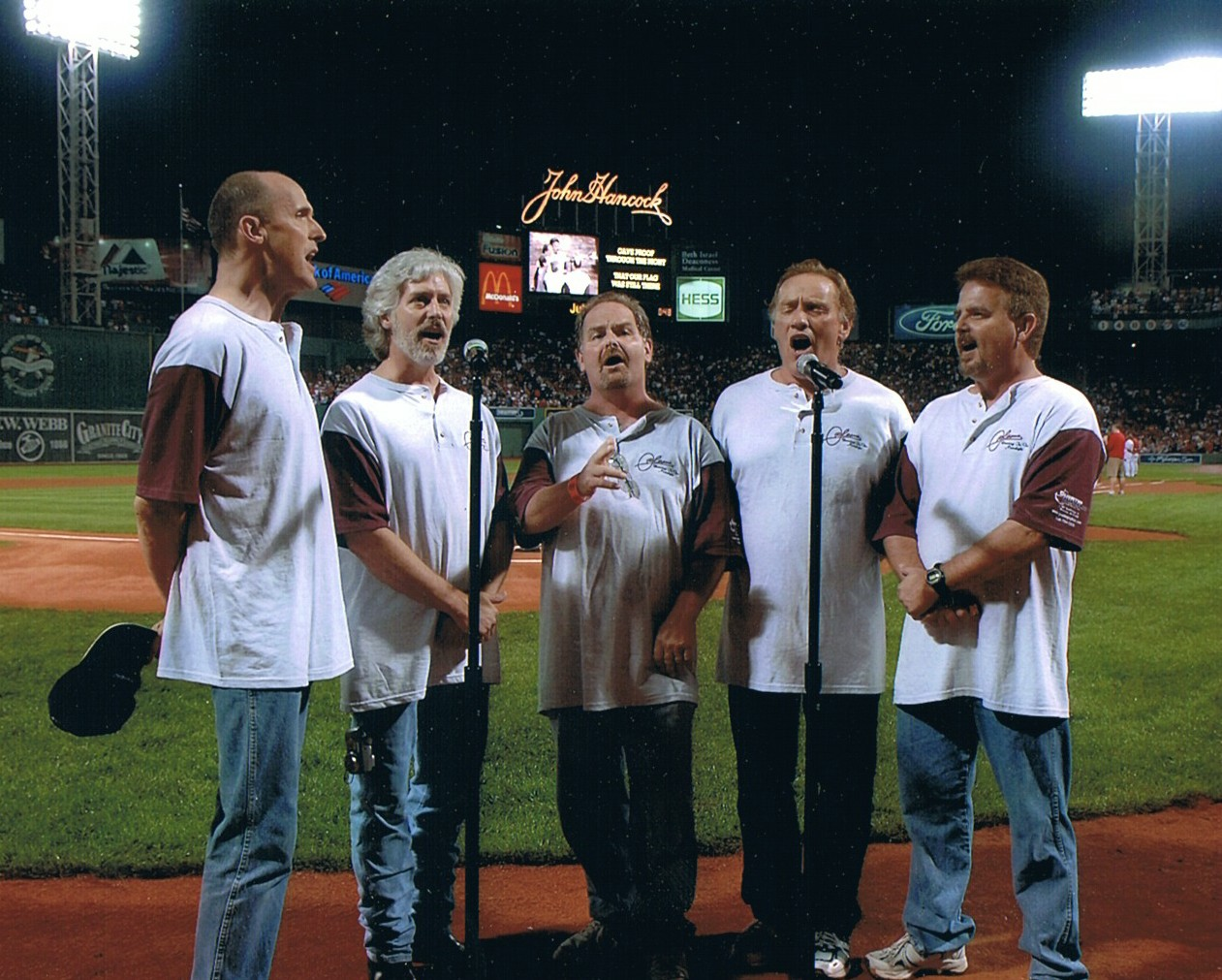
Orleans chante l'hymne national américain à Fenway Park (à Boston) en juillet 2006.

Orleans est un groupe de pop rock américain formé à New York en 1972 et toujours actif en 2020. 

## Histoire
Le groupe est formé à New York en 1972 par le guitariste et auteur-compositeur John Hall, le chanteur et guitariste Larry Hoppen, et le batteur Wells Kelly, rapidement rejoints par Larry Hoppen à la basse. Il se fait connaitre avec le tube Dance With Me en 1975.
Wells Kelly meurt en 1984. John Hall quitte le groupe pour se consacrer à une carrière politique : il sera élu en 2006 à la Chambre des représentants des États-Unis. Seuls les frères Hoppen font toujours partie du groupe quarante ans plus tard, rejoints depuis par leur frère Lane aux claviers. Larry Hoppen est mort le 24 juillet 2012.
Le 25 juin 2019, The New York Times Magazine a annoncé qu'Orleans faisait partie des centaines d'artistes dont les œuvres ont été détruites dans l'incendie d'Universal de juin 2008.

## Membres actuels
- Lance Hoppen (guitare)
- Larry Hoppen (basse)
- Lane Hoppen (claviers)
- Dennis "Fly" Amero (guitare)
- Charlie Morgan (batterie)

## Discographie

### Albums
Originaux
- Orleans (1973)
- Orleans II (1974)
- Let There Be Music (1975)
- Waking and Dreaming (1976)
- Forever (1979)
- Orleans (1980)
- One of a Kind (1982)
- Grown Up Children (1986)
- Analog Men (1994)
- Ride (1996)
- Dancin' in the Moonlight (2005)
- Obscurities (2008)

Live
- Live (1991)
- Still the One, Live (2002)

Compilations
- The ABC Collection (1976)
- Before the Dance (1978)
- Dance With Me - The Best of Orleans (1997)
- We're Still Having Fun (2007)

### Principaux singles
- Let There Be Music (1975) - U.S. #55 Pop Singles
- Dance with Me (1975) - U.S. #6 Pop Singles
- Still the One (1976) - U.S. #5 Pop Singles
- Reach (1977) - U.S. #51 Pop Singles
- Love Takes Time (1979) - U.S. #11 Pop Singles